# Ophaalbrug bij Noorden (Weissenbruch)
Ophaalbrug bij Noorden is een tekening in waterverf van de Nederlandse kunstschilder Jan Hendrik Weissenbruch, geschilderd rond 1890, 54,3 × 74 centimeter groot. Het is een voorbeeld van de vaak geprezen aquarelleerkunst van de Haagse Scholers, waarvan Weissenbruch een belangrijke exponent was. Het werk bevindt zich sinds 1910 in de collectie van het Rijksmuseum Amsterdam, na een schenking door het kunstverzamelaarsechtpaar Drucker-Fraser.

## Context
Weissenbruch was opgeleid in de romantische traditie, maar schakelde in de jaren 1860 over op een meer realistische manier van werken, veelal "en plein air". Daarmee zou hij gerekend gaan worden tot de eerste generatie van de Haagse School. In de jaren 1870 begon hij steeds vaker te aquarelleren, een snelle manier van werken die goed paste bij het werken in de open lucht. Hij groeide uit tot een van de belangrijkste aquarellisten van zijn tijd en droeg sterk bij tot faam die de Haagse School in deze kunstvorm zou verwerven.
Weissenbruch maakte vaak een hele reeks tekeningen en aquarellen op locatie en vervolgens werkte hij die beetje bij beetje in zijn atelier af. Daarbij vergeleek hij zijn werken soms met patiënten: "Ik verbeeld mij soms, dat ik een dokter ben in een hospitaal en dat die tekeningen allemaal mijn patiënten zijn. En als ik dan zo rondwandel zie ik er een die mij zo duivels bleek lijkt, en dan zeg ik: wacht eens even, ik zal voor jou eens wat klaar maken, en dan probeer ik hem eens wat op te knappen. Sommige hebben weleens een hele operatie nodig om terecht te komen. Die daar in den hoek heeft geloof ik de geelzucht, moet ik je zeggen, maar daar is wel raad op. En zo gaat het van den een naar den ander".

## Afbeelding
Ophaalbrug bij Noorden is ontstaan nabij Noorden en Nieuwkoop, waar Weissenbruch in die tijd veel naartoe trok om te werken. Het laat een welhaast archetypisch beeld van een Hollands polderlandschap zien: licht, lucht en wolken overheersen. De oevers zijn uitgewerkt in donkergroene tinten en grauwe schaduwkleuren, welke afsteken tegen de lavendelblauwe hemel die weerspiegelt in het water. De verdwijnende rivier schept perspectivische ruimte. Het centrum van het licht lijkt in het verdwijnpunt te schuilen, waarmee hij eens te meer benadrukt dat alles in het werk ondergeschikt is aan het licht.
Opvallend in dit schilderij is dat Weissenbruch – anders dan in zijn eerdere werken – niet volledig kiest voor een onbedorven natuuromgeving. Met de afbeelding van de rond 1860 gerealiseerde Schipperse brug (later in de plaatselijke omgeving ook wel de Weissenbruch brug genoemd) voegt hij een min of meer modern element toe, hetgeen een tegenwicht biedt voor het nostalgische karakter van het thema. Het geeft een bijzondere spanning en tegelijkertijd evenwicht aan dit werk. Hij zou de ophaalbrug meerdere malen tekenen en aquarelleren. Bestudering van deze aquarellen leert dat ze vanuit een eerste snelle opzet veelvuldig zijn bijgewerkt door de schilder.